# Saint-Malo-de-Beignon
Saint-Malo-de-Beignon är en kommun i departementet Morbihan i regionen Bretagne i nordvästra Frankrike. Kommunen ligger i kantonen Guer som tillhör arrondissementet Vannes. År 2022 hade Saint-Malo-de-Beignon 543 invånare.

## Befolkningsutveckling
Antalet invånare i kommunen Saint-Malo-de-Beignon
| Referens: INSEE |